# Dirk Frimout
Dirk Dries David Damiaan, Viscount Frimout (Poperinge, 1941. március 21.–) belga asztrofizikus, űrhajós. Az első belga űrhajós, aki szolgálatot teljesített a világűrben.

## Életpálya
1963-ban a State University of Ghent keretében villamosmérnöki oklevelet szerzett. Ugyanitt 1970-ben alkalmazott fizikából doktorált (Ph.D.). 1965-1978 között a belga Institute for Space Aeronomy kutató munkatársa. Sztratoszférikus léggömbök és rakétaszondák segítségével kutatta a Föld felső rétegeit. 1978-1984 között az ESA megbízásából Spacelab koordinátor. 1984-1989 között a mikrogravitációs osztály (ESTEC) programfelelőse. 1994-től a D 1/Nieuwe Ontwikkelingen kutatási igazgatója.
1977-ben 53 európai jelölt közül választotta ki az Európai Űrügynökség (ESA), hogy az ESA által készített Spacelab–1 kutatási specialistája legyen. 1985. december 27-től a Lyndon B. Johnson Űrközpontban részesült űrhajóskiképzésben. 1986. március 9-én tartalék specialistának jelölték az STS–61–K/Spacelab EOM 1-2 küldetésnél. A programot a Challenger-katasztrófa miatt törölték. Kiképzett űrhajósként tagja volt több Spacelab támogató (tanácsadó, problémamegoldó) csapatnak. Egy űrszolgálata alatt összesen 8 napot, 22 órát és 9 percet (214 óra) töltött a világűrben. Űrhajós pályafutását 1992. április 2-án fejezte be. Az ESA a teherszállításokért (ATV–003) felelős kutató, igazgató.

## Űrrepülések
STS–45, az Atlantis űrrepülőgép 11. repülésének rakományfelelőse. A feladatra Michael Logan Lampton volt kijelölve, de betegsége miatt csere történt. Az ATLAS–1 atmoszféra kutató mikrogravitációs laboratóriumban 12 légköri- és csillagászati megfigyelést végzett. Második űrszolgálata alatt összesen 8 napot, 22 órát és 9 percet (214 óra) töltött a világűrben. 5 211 340 kilométert (3 238 180 mérföldet) repült, 143 alkalommal kerülte meg a Földet.

## Írásai
Több mint 30 kiadvány szerzője.